# Europe Airpost
Europe Airpost – nieistniejąca francuska linia lotnicza z siedzibą w Tremblay-en-France.
Linie te w nocy przewoziły pocztę, cargo, a w dzień wykonywały pasażerskie loty czarterowe. Możliwe było to za pomocą samolotów typu Boeing 737-300QC (Quick Change), gdzie zmiana konfiguracji samolotu z cargo na pasażerski wynosiła godzinę. Głównym portem lotniczym był port lotniczy Paryż-Roissy-Charles de Gaulle.
4 lipca 2015 linia zawiesiła prowadzenie działalności, a cała flota została przejęta przez francuski oddział ASL Airlines.